# Desborrado
El desborrado es una característica para la restauración de archivos informáticos que han sido extraídos de un sistema de archivos mediante la eliminación de archivos. Los datos eliminados se pueden recuperar en muchos sistemas de archivos, pero no todos los sistemas de archivos proporcionan una característica de desborrado. La recuperación de datos sin una  característica de desborrado se llama recuperación de datos, en lugar de desborrado. Aunque el desborrado puede ayudar a evitar que los usuarios pierdan accidentalmente datos, también puede suponer un riesgo para la seguridad informática, ya que los usuarios pueden no ser conscientes de que los archivos eliminados permanecen accesibles.